# 3418 Izvekov
A 3418 Izvekov (ideiglenes jelöléssel 1973 QZ1) a Naprendszer kisbolygóövében található aszteroida. Tamara Mihajlovna Szmirnova fedezte fel 1973. augusztus 31-én.